# Krisenintervention
Krisenintervention ist allgemein eine kurzfristige Einflussnahme von außen, wenn sich eine Situation für ein Individuum oder ein soziales System akut bedrohlich zuspitzt. Das Ziel der Intervention ist, eine kritische Entwicklung zur möglichen Katastrophe aufzuhalten und zu bewältigen.

## Psychologischer Fachbegriff
In der psychologischen beziehungsweise psychotherapeutischen sowie kirchlich-seelsorgerischen Beratungsarbeit bedeutet Krisenintervention – im Gegensatz zur langfristig angelegten Therapie – zunächst allgemein die ambulante oder klinische Betreuung und Beratung von Menschen, die akut psychisch gefährdet sind. Auslöser sind im Regelfall plötzliche, massive Veränderungen der Lebensbedingungen, beispielsweise durch Sterbebegleitung oder Tod eines nahen Angehörigen, durch Gewalterfahrungen, durch ein Naturereignis, einen Unfall oder durch eine schwere Erkrankung. Die Betroffenen sollen durch die professionelle Hilfe dazu befähigt werden, die Lebenskrise zu bewältigen. Psychotherapeutisch gesehen handelt es sich bei der Krisenintervention um supportive Psychotherapie. In vielen Städten existieren Betreuungsangebote bei spezialisierten Kriseninterventionsdiensten und Angebote der Telefonseelsorge.
In einer spezielleren Bedeutung ist die Betreuung von Menschen mit akuten psychischen Belastungsreaktionen nach Unfällen, erfolgloser Reanimation, Selbstverletzung, Selbstmordversuchen oder Katastropheneinsätzen gemeint. Hier kommen entsprechend geschulte Helfer von Kriseninterventionsteams, der Polizei, der Feuerwehr, der Kirchen (Notfallseelsorge) oder der Rettungsdienste (Krisenintervention im Rettungsdienst) zum Einsatz. Ein international verbreitetes Zertifikat für Laienhelfer und Ersthelfer (z. B. bei Naturkatastrophen) in diesem Zusammenhang ist der Mental Health Facilitator des National Board for Certified Counselors.
Im medizinischen Zusammenhang wird der Begriff insbesondere bei der Beschreibung der professionellen Reaktion auf eine psychiatrische Krise verwendet.

## In der Sozialen Arbeit
In der Sozialen Arbeit bedeutet Krisenintervention die sozialarbeiterische Intervention gegenüber Krisenphänomenen wie Arbeitslosigkeit, Armut, Gewalt, Überschuldung und dergleichen. Die sozialpädagogische Krisenintervention ist sowohl präventiv ausgerichtet – durch soziokulturelle Jugendarbeit, Schulsozialarbeit, Lebensplanungsgespräche, Informationsveranstaltungen z. B. zu Drogen oder Schulden in Schulen, Heranführung an Selbsthilfegruppen etc. – als auch situativ auf die Begleitung der Betroffenen in individuellen Krisensituationen – bspw. durch Schuldnerberatung, Inobhutnahme von Kindern und Jugendlichen, Rückführung aus Heimerziehung oder aus der Kinder- und Jugendpsychiatrie ins familiäre Umfeld, durch Frauenhäuser, Täter- und Opferberatung, Psychoonkologie, Erziehungshilfe etc.

## Psychotherapeutische Krisenintervention
Unter psychotherapeutischer Krisenintervention versteht man eine im Krisenfall rasch beginnende, kurz dauernde, intensive Psychotherapie durch einen Kriseninterventionsberater, bei der zielgerichtet der aktuelle Konflikt beziehungsweise der unmittelbare Auslöser wie zum Beispiel eine traumatische Erfahrung besprochen wird. Gleichzeitig wird angestrebt, eine Problembewältigung und akute Entlastung herbeizuführen. Dies kann zum Beispiel bei einem schweren Ehekonflikt ein klärendes Gespräch und eine unmittelbare Intervention beinhalten. Dabei sollen die aktuellen Leidenszustände gelindert und psychosoziale oder medizinische Folgen der Krise so gering wie möglich gehalten werden. Typischerweise befindet sich der Betroffene in einer Situation, die seine normalen Bewältigungskapazitäten übersteigt. Wichtig ist es daher, ihn in seinem individuellen Erleben ernst zu nehmen und konkrete Unterstützung in der Ausarbeitung und Umsetzung unmittelbarer Ziele zu geben.
Die Krisenintervention konzentriert sich im Wesentlichen auf das Hier und Jetzt. Dabei ist eine empathische (einfühlsame), wertschätzende Grundhaltung von großer Bedeutung. Neben der konkreten Entschärfung der dringlichsten Schwierigkeiten, zum Beispiel durch Problemlösestrategien oder Informationsvermittlung, ist eine Entlastung durch Aktivierung bestehender Ressourcen (die „individuellen Stärken und Kraftspender“) wesentlicher Bestandteil. Das kann die Vermittlung von Unterstützung durch Angehörige oder auch die Besinnung auf eigene Stärken sein. Kriseninterventionen sind als unmittelbare Entlastung oft sehr wirkungsvoll.
Eine psychotherapeutische Krisenintervention fokussiert die Behandlung also auf den akuten emotionalen und kognitiven Zustand des Patienten sowie auf die Krisenauslöser und die vorhandenen Ressourcen. Sie ist definitionsgemäß eine zeitlich limitierte Intervention mit einem spezifischen, auf die unmittelbare Stabilisierung des Patienten ausgerichteten therapeutischen Vorgehen und sollte sofort bei Beginn der Krise bzw. möglichst rasch beginnen (Berger & Riecher-Rössler 2004). Der Patient soll emotional entlastet und dessen Handlungs- und Entscheidungsfähigkeit wiederhergestellt werden.

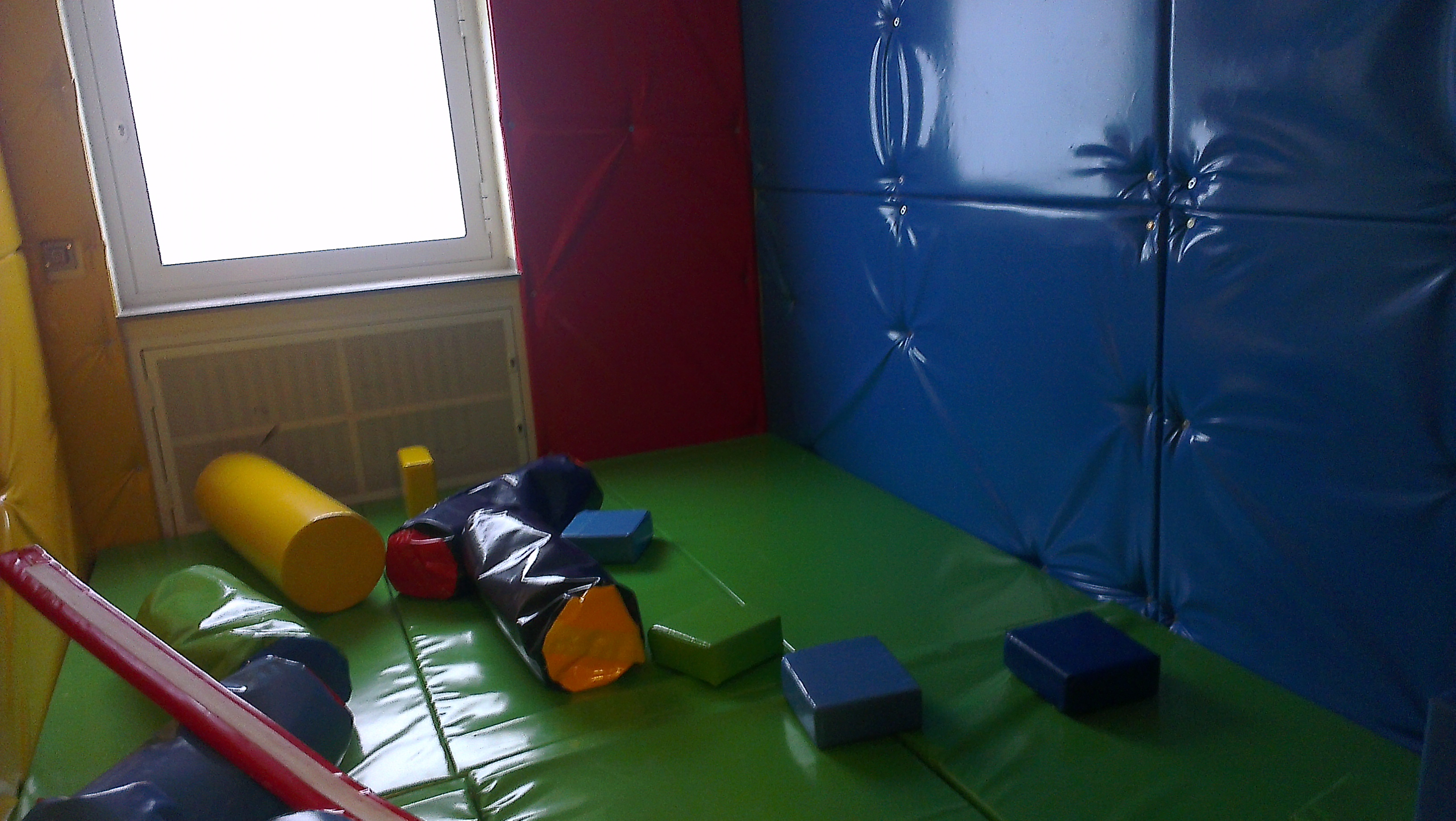
Kriseninterventionsraum der LWL-Klinik Marl-Sinsen

Praktisch stößt dies an viele Probleme, wie zu lange Wartezeiten bei niedergelassenen Psychotherapeuten sowie derzeitige Regelungen im Rahmen der Psychotherapie-Richtlinie, nach denen nur bei Vorliegen einer psychischen Erkrankung und nach erfolgter Kostenzusage psychotherapeutisch behandelt werden darf. Dies setzt probatorische Sitzungen zur diagnostischen und differenzialdiagnostischen Klärung voraus, die mit einer sofortigen Krisenintervention schwer zu vereinbaren sind. Hinzu kommt der explizite Ausschluss von Lebens-, Erziehungs- und Eheberatung und von Maßnahmen, die ausschließlich der beruflichen Anpassung dienen. Daher konzentriert sich die psychotherapeutische Krisenintervention vor allem auf stationäre und teilstationäre Einrichtungen inkl. Institutsambulanzen der regional versorgenden psychiatrischen Akutkrankenhäuser. Aufgrund der derzeitigen Struktur und gesetzlich geregelten Organisation der ambulanten Psychotherapie sind Möglichkeiten der psychotherapeutischen Krisenintervention in psychotherapeutischen Praxen nahezu unmöglich.
Auf der Verfahrensseite bieten zahlreiche Methoden der Verhaltenstherapie, wie auch Ansätze der psychodynamischen supportiven Therapie im Rahmen der Tiefenpsychologisch fundierten Psychotherapie, wirksame Interventionen für eine psychotherapeutische Krisenintervention.

## Schulische Krisenintervention

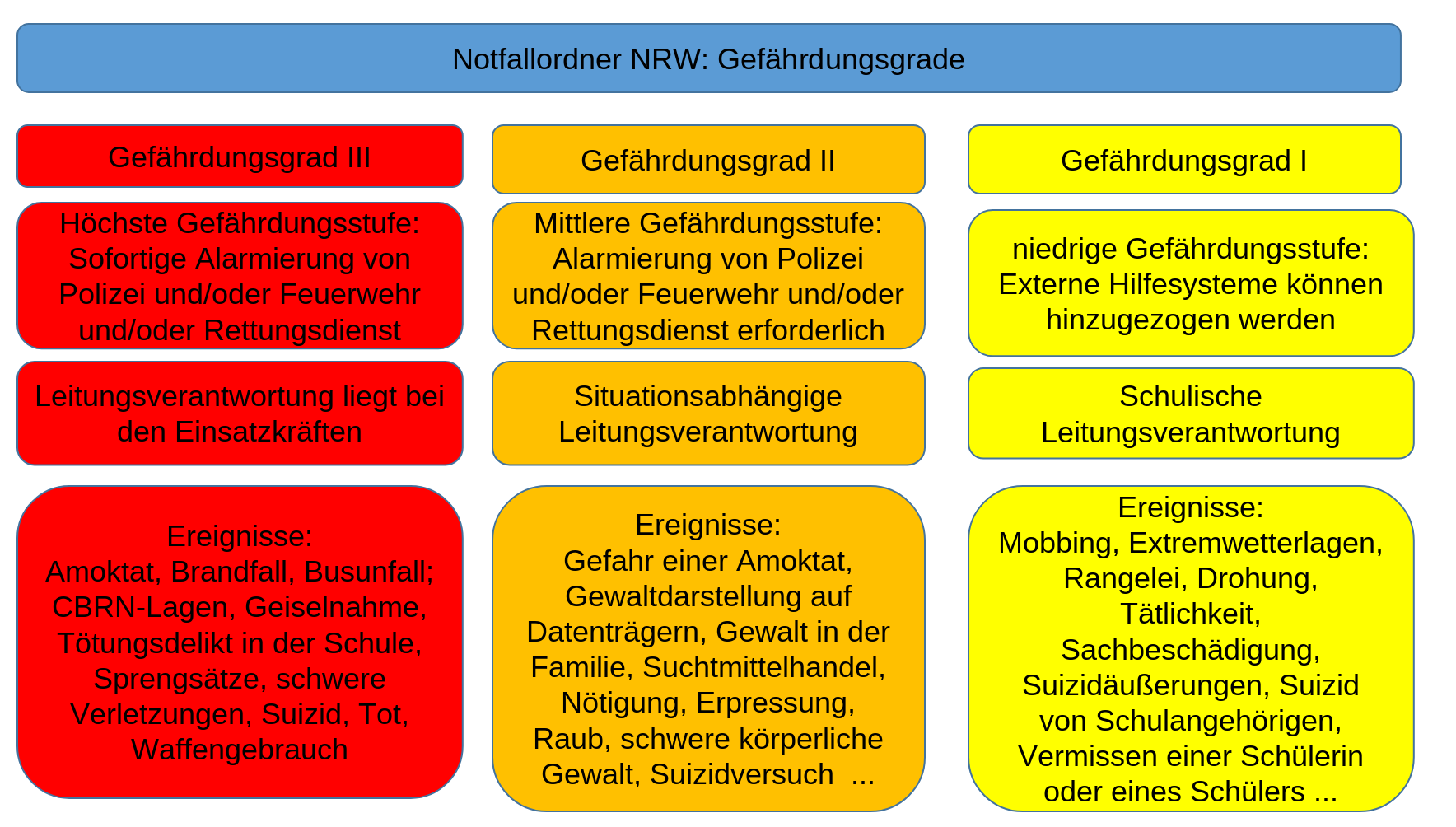
Gefährdungsgrade im Notfallordner NRW

Notfälle und Krisen können auch in der Schule vorkommen. Sie machen ein schnelles und abgestimmtes Handeln erforderlich. Eine entsprechende Vorbereitung durch die Schaffung geeigneter Strukturen und weiterer Maßnahmen ist erforderlich, die die jeweilige Situation, die beteiligten Personen sowie das gesamte System „Schule“ in den Blick nehmen. Je besser eine Schule auf mögliche Krisen und Notfälle vorbereitet ist, desto besser gelingen im Ernstfall auch die Zusammenarbeit untereinander und die Bewältigung der jeweiligen Krise. In Deutschland werden von den jeweiligen Schulministerien der Bundesländer unterschiedliche Konzepte zur Krisenintervention an Schulen entwickelt, die im Regelfall die Einrichtung von Kriseninterventionsteams vorsehen. Ausführliche Handreichungen wie Notfallordner unterstützen die Arbeit dieser Teams. Ein Beispiel für eine Kriseninterventionshandreichung ist der Notfallordner NRW. Dieser teilt Krisen entsprechend drei Gefährdungsgrade ein.

## Sicherheitspolitischer Fachbegriff
In der Außen- und Sicherheitspolitik bedeutet Krisenintervention eine schnelle militär-strategische Reaktion. Von Eingreifkräften (früher: Krisenreaktionskräfte) wird bei der deutschen Bundeswehr für militärische Einheiten gesprochen, die durch Ausrüstung und Mannschaftsstand dazu in der Lage sind, kurzfristig auf regionale oder internationale Bedrohungen des Friedens zu reagieren; auf Ebene der NATO ist dafür der Einsatz der NATO Response Force vorgesehen.
In der EU (in Reaktion auf das wenig überzeugende Engagement der europäischen Nationalstaaten bei der Bewältigung der Jugoslawienkriege) aber auch innerhalb der NATO (in Reaktion auf ein neues Bedrohungsszenario und neue globale Friedenssicherungsaufgaben nach Wegfall der Bedrohung durch den Warschauer Pakt) wird seit Ende des 20. Jahrhunderts verstärkt nach Möglichkeiten gesucht, entsprechend flexible, übernationale militärische Verbände aufzustellen. 2004 wurde die Einrichtung solcher flexibler, kleiner Kampfgruppen im Rahmen der Europäischen Sicherheits- und Verteidigungspolitik beschlossen, die kurzfristig innerhalb von 10 bis 15 Tagen verfügbar sein sollen. Die ersten dieser EU Battlegroups waren 2005 einsatzbereit.